# Ліванська кухня

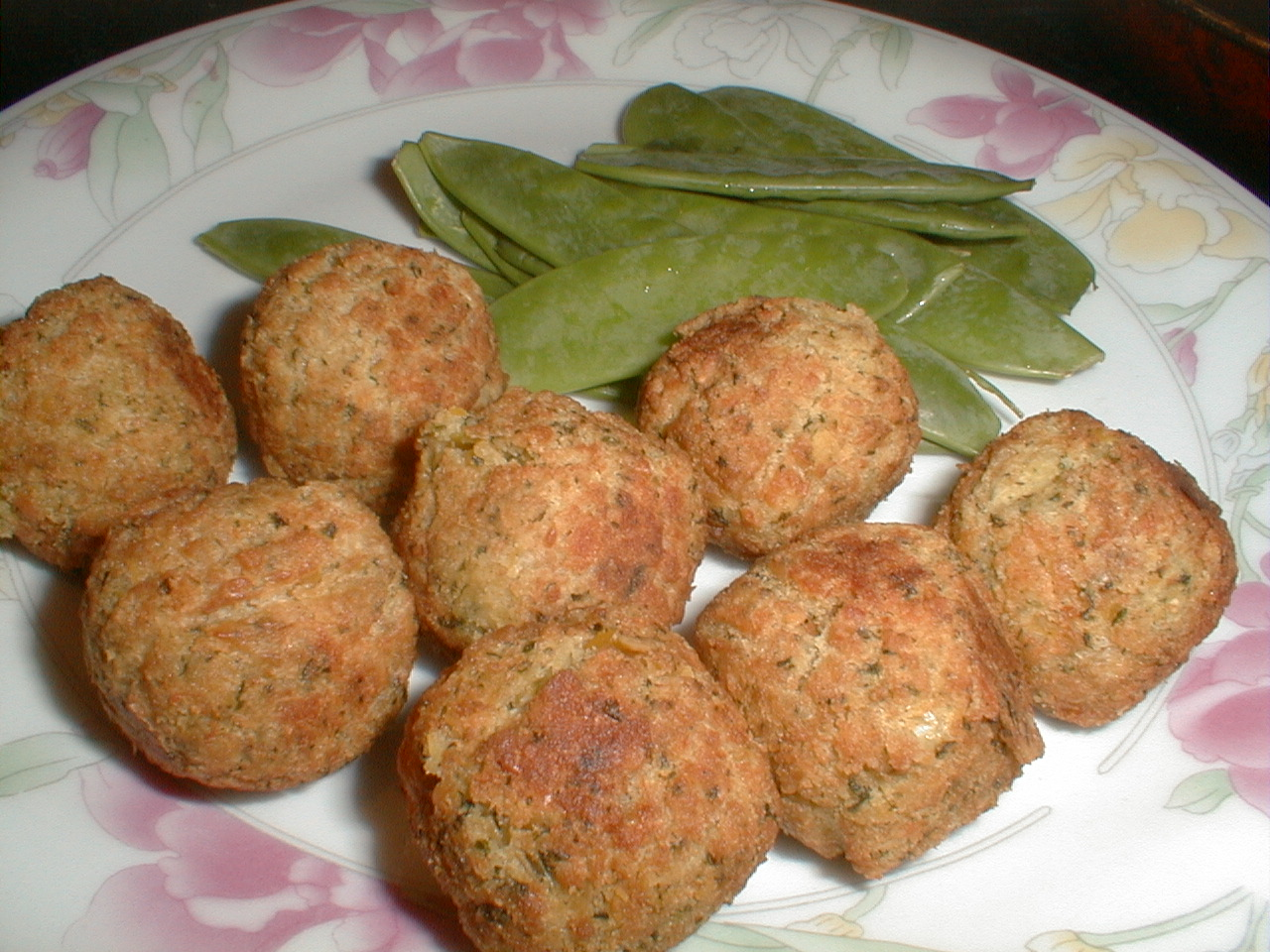
Фалафель

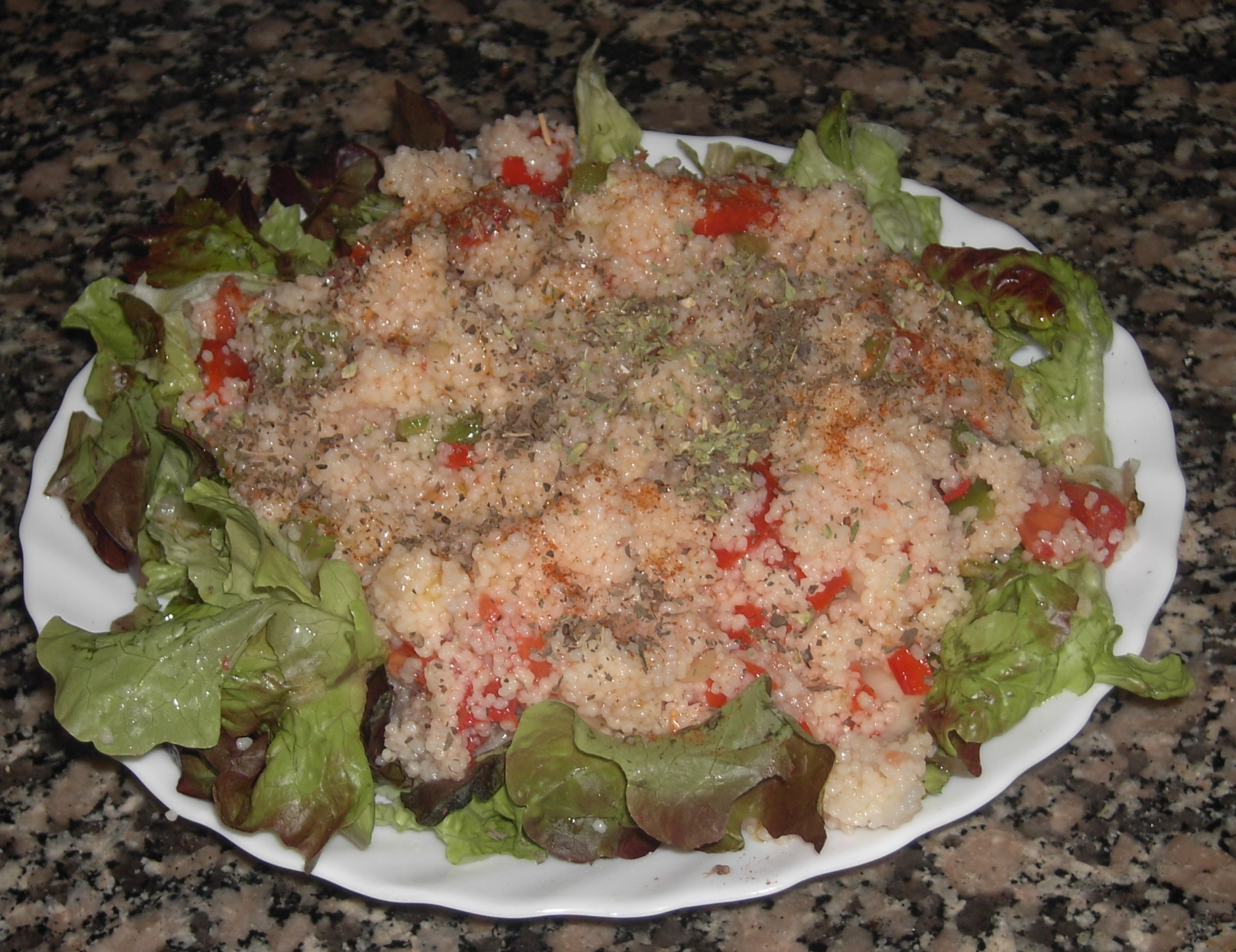
Табуле

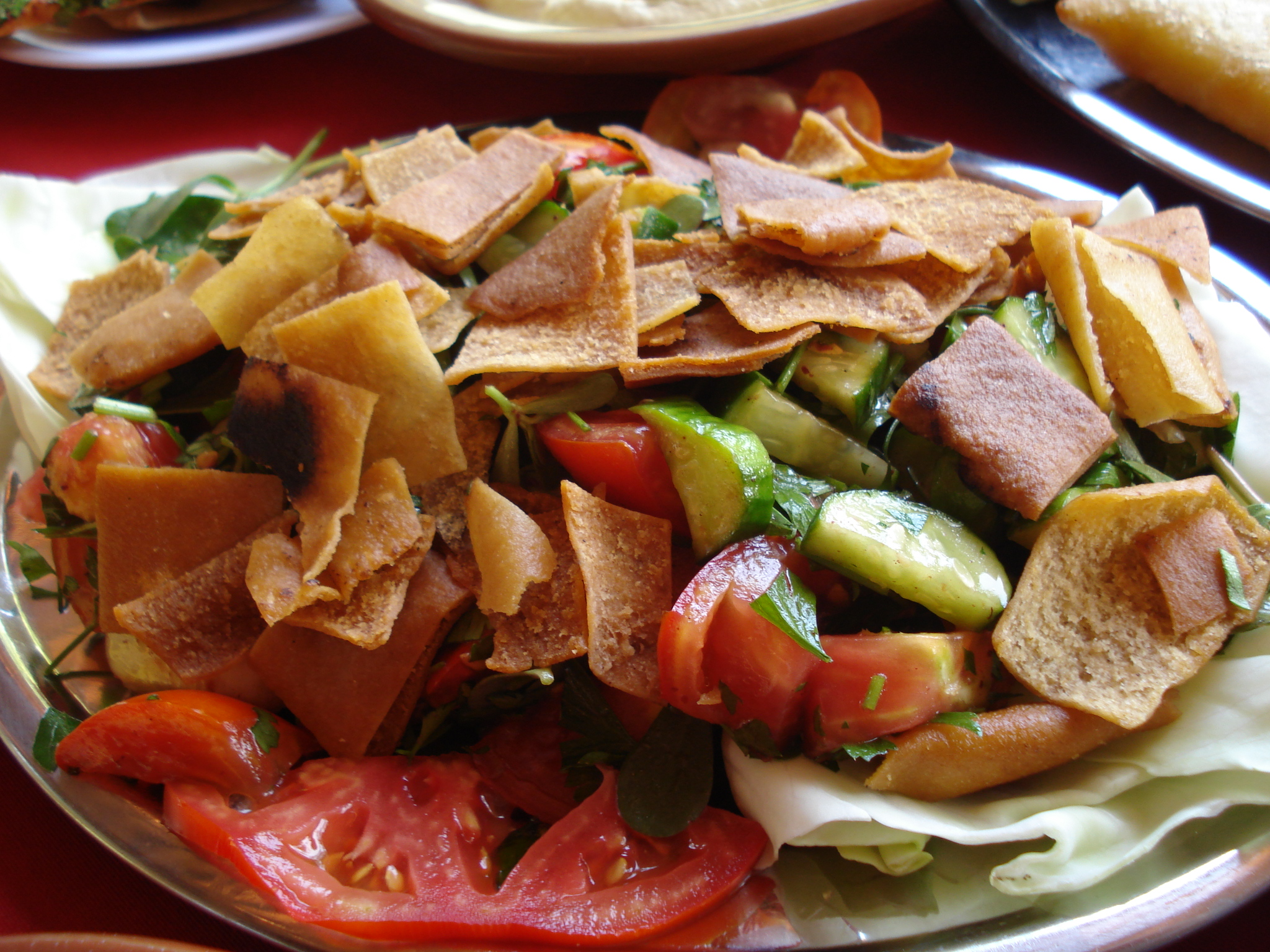
Фаттуш

Ліванська кухня, (араб. المأكولات اللبنانية) — національна кухня Лівану, типова середземноморська кухня. Для неї характерні різноманітність вегетаріанських страв, використання приправ та таких продуктів як бобові (біб звичайний, нут), свіжі фрукти й овочі (баклажани, помідори, перці), риба (м'ясо — рідше, надається перевага птиці, а з м'яса частіше використовується баранина), оливкова олія, часник. Багато страв готуються на грилі, запікаються або смажаться в оливковій олії. Часто салати і закуски заправляються лимонним соком.

## Популярні страви
в алфавітному порядку
- Баба гануш (бабагануш, бабагануж — баклажанна ікра)
- Долма (начинене виноградне листя)
- Смажена цвітна капуста, смажені баклажани
- Кеббе (фритюровані фрикадельки з фаршу на основі булгуру та м'яса)
- Лябне (страва з домашнього сиру / йогурту з оливковою олією)
- Люля-кебаб (м'ясний фарш на шампурі)
- Меззе (мезе, меза — закуски, що складаються з оливок, сирів, тощо)
- Мутаббаль (пюровані печені баклажани з кунжутовою пастою)
- Пахлава (кондитерський виріб з листкового тіста з горіхами)
- Табуле (салат з булгуром, овочами, петрушкою та спеціями)
- Фалафель (фритюровані фрикадельки з фаршу на основі нуту й спецій)
- Фаттуш (салат зі смаженого хліба й овочів)
- Фул медамес (страва з бобів звичайних (Vicia faba), тушкованих повільно і довго)
- Хумус (закуска з пюрованого нуту зі спеціями)
- Шаурма (смажене м'ясо з салатом в піті)

Ліван також є історичним виноробним регіоном.